# Буковица Утињска
Буковица Утињска је насељено место на Кордуну, у саставу општине Војнић, Карловачка жупанија, Република Хрватска.

## Историја
Буковица Утињска се од распада Југославије до августа 1995. године налазила у Републици Српској Крајини.

## Становништво
Буковица Утињска је према попису из 2011. године имала 79 становника.

### Број становника по пописима
| Националност   | 2001. | 1991. | 1981. | 1971. | 1961. | 1953. | 1948. | 1931. | 1921. | 1910. | 1900. | 1890. | 1880. | 1869. | 1857. |
| бр. становника | 144   | 203   | 298   | 316   | 343   | 350   | 316   | 389   | 359   | 371   | 384   | 345   | 290   | 341   | 351   |

- напомене:

Исказивано под именом Буковица до 1921. и Вукманска Буковица 1931. и 1948.

### Национални састав
| Националност       | 2001.       | 1991.        | 1981.        | 1971.        | 1961.        |
| Срби               | 72 (50,00%) | 190 (93,59%) | 281 (94,29%) | 313 (99,05%) | 331 (96,50%) |
| Хрвати             | 72 (50,00%) | 2 (0,98%)    | 6 (2,01%)    | 3 (0,94%)    | 10 (2,91%)   |
| Југословени        | 0           | 10 (4,92%)   | 10 (3,35%)   | 0            | 0            |
| остали и непознато | 0           | 1 (0,49%)    | 1 (0,33%)    | 0            | 2 (0,58%)    |
| Укупно             | 144         | 203          | 298          | 316          | 343          |